# Grigori Sokólnikov
Grigori Iàkovlevitx Sokólnikov (en rus Григорий Яковлевич Сокольников) (Romní, Ucraïna, 15 d'agost  de 1888 - Verkhneuralsk, Rússia, 21 de maig de 1939), de nom real Guirx Iankelèvitx Brilliant (Гирш Янкелевич Бриллиант), fou un economista, periodista, advocat i diplomàtic soviètic.
Era fill d'un metge de ferrocarril jueu de l'actual província de Poltava, però que es va desplaçar a viure a Moscou.
Bolxevic des del 1905, després de la Revolució d'Octubre, ocupà diversos càrrecs governamentals. Fou Comissari de Finances, així com ambaixador soviètic a Anglaterra. Participà en la delegació per a les negociacions de pau amb Alemanya, reemplaçant Lev Trotski com a president de la delegació, i signà el Tractat de Brest-Litovsk el 1918. Durant el període 1918-1921, va treballar intensament en l'establiment del poder soviètic al Turquestan. Fou un dels creadors de la primera moneda soviètica estable.
Progressivament, anà enfrontant-se dialècticament amb Stalin, que l'envià d'ambaixador a Londres el 1929. En tornar el 1936, durant la Gran Purga, Sokólnikov fou arrestat i condemnat a 10 anys de presó. Sokólnikov desaparegué a la presó, probablement assassinat. La investigació durant el mandat de Nikita Khrusxov revelà que l'assassinat fou orquestrat per l'NKVD, la policia política secreta.
El 1988 es rehabilità oficialment la seua figura.